# Гимназија „Лаза Костић” Нови Сад
Гимназија Лаза Костић је најмлађа од четири гимназије у Новом Саду. Носи назив једног од најзначајнијих српских књижевника и песника крајем 19. и почетком 20. века, Лазе Костића. Гимназија „Лаза Костић“ је гимназија општег смера. Настава се одвија искључиво на српском језику.

## Историја
Гимназија Лаза Костић најмлађа је у Србији, иако је централна зграда у којој се школа налази саграђена још 1926. године. У згради су се смењивале разне школе, да би 1. септембра 1996. године било основано одељење Гимназије „Светозар Марковић", а 2000. године одлуком Владе добија назив Гимназија Лаза Костић, како се и данас зове.
Школа је значајно реновирана 2006. године, када су старе павиљоне замениле две модерне школске зграде, где се данас налази већина учионица као и школска позоришна дворана.
Школа се налази у мирној периферној градској зони, добро је саобраћајно повезана са свим деловима града. Потпуно је заштићена од градске буке, те омогућује несметано извођење наставе.

## Школа данас
Поред добрих наставних програма, услова за извођење наставе и пријатног амбијента, Гимназија „Лаза Костић" од свог оснивања привлачи пажњу ученика разним активностима које се осмишљавају у зависности од потреба времена и друштва, као и интересовања младих.
Културна и јавна активност је веома развијена што доказује стално присуство ученика и професора на свим важнијим предавањима, трибинама и представама.
Професори континуирано и марљиво раде са талентованим ученицима и зато су резултати веома запажени у свим секцијама које делују у школи: 
- реторичко-литерарна секција,
- рецитаторска секција,
- ликовна секција,
- секција школског хора,
- секција програмера,
- секција биолога,
- новинарска секција,
- позоришна секција.

Нарочито је запажена и успешна позоришна секција. Ова секција постоји од самог оснивања школе и једна је од најбројнијих и најуспешнијих. У Гимназији "Лаза Костић" постоји школско позориште, које је, на школском нивоу, водеће у земљи, судећи према републичким наградама и признањима. У својој десетогодишњој историји, ученици Гимназије „Лаза Костић" два пута су били прваци на републичким гимназијским позоришним такмичењима, два пута су били прваци на покрајинском нивоу, а такође су имали и запажене резултате на фестивалима у Москви, Вроцлаву и Кракову. Све ово показује да позоришна секција има лепу традицију и ученике који могу да одговоре сложеним захтевима театра. У јесен 2007. године, школа је добила и праву школску позоришну салу са 215 седишта и модерном пратећом опремом за професионалан рад, што је великим делом заслуга и самих ђака и својеврсна потврда да њихов труд и рад завређују пажњу за будуће генерације. У марту 2010. године у оквиру гимназије отворен је и Новосадски Нови Театар. Иако је првенствено намењен за потребе школе, школске представе и друге пригодне свечаности, овај простор има услове за организовање редовног позоришног живота.
Гимназија издаје и свој часопис Каламбур у коме објављују и ученици и наставници Гимназије. Електронско издање часописа доступно је на званичном сајту школе.
Лазин кутак је прозор у свет ученичког стваралаштва — песме, приче, цртежи, све оно што ученици сматрају да је вредно да поделе са другима објављује се овде након ревизије стручне особе (предметног наставника).